# 高橋まさかず
高橋 まさかず（たかはし まさかず、1974年1月20日 - ）は、日本の俳優である。劇団ショーマ所属。群馬県太田市出身。日本文理大学工学部航空工学科卒。

## 経歴・人物
大分県の日本文理大学を卒業後、1年間FM大分でHIPBOXという深夜番組のパーソナリティーを務める。
1997年オーディションを経て劇団ショーマに所属。
2008年 脚本家大和田悟史、音楽家深野良純らと演劇ユニット「空鼎鬧」を立ち上げ、舞台やオーディオドラマなどを制作。同年マネジメント事務所「ストローハウス」に所属。以後明治座や博多座などの商業演劇にも進出。2012年末同事務所を退社。
趣味は写真（愛機はEOS5D)、自転車。学生時代は往復32kmを自転車で通学していたとのこと。特技は殺陣。普通自動車免許、普通自動二輪免許を保持している。

## 出演作品

### 舞台
- 八月のシャハラザート(劇団ショーマ＠新宿シアターサンモール)
- MIST(劇団ショーマ＠中野ザ・ポケット)
- リプレイ(劇団ショーマ＠全労済ホールスペース・ゼロ)
- 月感アンモナイト(BQMAP＠東京グローブ座)
- 風雲天狗(BQMAP＠新宿シアターサンモール)
- プリオシンの竜骨(BQMAP＠新宿シアターサンモール)
- 風雲天狗 鬼哭啾々大江山(BQMAP＠新宿シアターサンモール)
- レディ・ゴー！(サンモールスタジオプロデュース＠新宿サンモールスタジオ)
- ネバーランド A Go Go(TOON BULLETS!＠スペース107)
- G.W.錠(Ben-Croft＠新宿シアターモリエール)
- 42丁目のキングダム(OnTimeプロデュース＠天王洲アートスフィア)
- ドラゴンボウル(TOON BULLETS!＠池袋シアターグリーンメインホール)
- 火男の火(不消者＠アイピット目白)
- 疚しいのはお前だけじゃない(Ben-Croft＠中野ザ・ポケット)
- じゅわっと(円谷劇団＠博品館劇場)
- 幕末異聞黒魔天狗(Absolute ZERO＠恵比寿・エコー劇場)
- 好敵手あらわる！(不消者＠中野ザ・ポケット)
- ここだけの話(サンモールスタジオプロデュース＠新宿サンモールスタジオ)
- ウルトラマンプレミアステージ2(円谷プロ＠中日劇場)
- 熊猫(くろいぬパレード＠中野劇場MOMO)
- しあわせの支度(and so on＠中目黒ウッディーシアター)
- 恋ぶみ屋一葉(松竹制作＠博多座)
- 愛を探して 植木屋さん愛のインタビュー(演劇集団櫻組＠下北沢 バー ラ・カーニャ)
- 伯父ラジオ(空鼎鬧＠下北沢「劇」小劇場)
- 川中美幸特別公演 幸せの行方 お鳥見女房(＠明治座)
- 108本のびんといくつものため息(空鼎鬧＠中野劇場HOPE)
- ハウスシェア「わたしのプリン食べたら死刑〜」(3LDK＠中野劇場MOMO)
- 石川さゆり特別公演・長崎ぶらぶら節(＠明治座)
- 川中美幸特別公演 天空の夢 長崎お慶物語(＠明治座)
- ガクラン(THE黒帯＠テアトルBONBON)
- プール・サイド・ストーリー(J-stagenaviプロデュース＠赤坂RED THEATER)
- 川中美幸特別公演 天空の夢 長崎お慶物語(＠明治座) 再演
- 舞台版コードギアス 反逆のルルーシュ　騒乱 前夜祭(＠かつしかシンフォニーヒルズ)　南佳高役
- 笠森お仙（＠江戸深川資料館）
- カサブタかきむしれっ！（3LDK ＠中野ザポケット）大和田先生役
- 絵筆のさき（村松みさきプロデュース ＠劇場HOPE）

### CM
- エヌ・ティ・ティ・ドコモ東海 CMインターハートビジネス編
- 佐賀県消防団員募集

### テレビ
- BS-i「BQ」連続ショートドラマ「→」
- TBS月曜ゴールデン「正義の証明」
- 特命リサーチ200X

### DVD
- 関ジャニ∞「8uppers」

### 映画
- クロサワ映画2011〜笑いにできない恋がある〜
- 闇金ウシジマくん

### イベント
- 第12回ジャパン建材フェア
- 国際福祉機器展示会
- バリアフリー2007
- JAPAN DIY HOMECENTER SHOW2007